# Jeanne Added

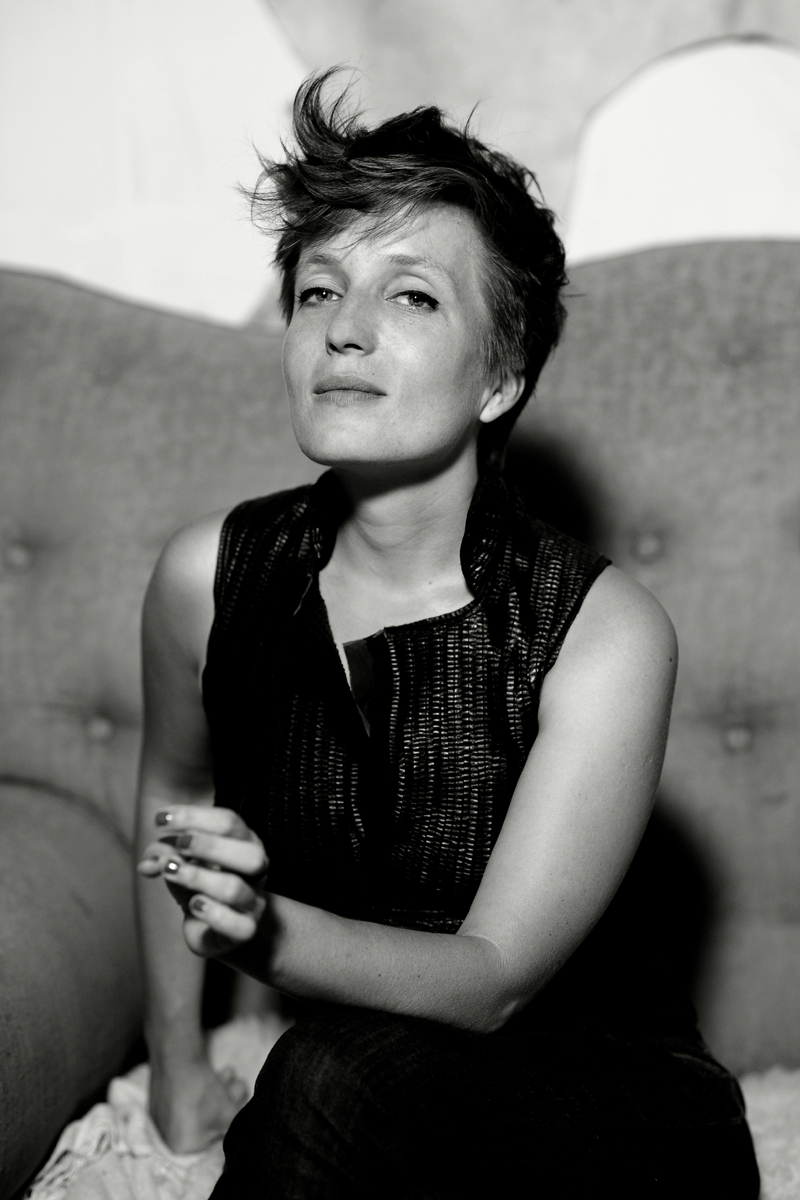
Jeanne Added (2012)

Jeanne Added (* 25. September 1980 in Reims) ist eine französische Sängerin und Songwriterin, die zunächst hauptsächlich im Jazzkontext aufgetreten ist.

## Wirken
Added erhielt als Kind klassischen Geigenunterricht; als Teenager nahm sie Cello- und Gesangsunterricht am Regionalkonservatorium und kam zum Jazz. Sie trat beim Festival in Uzeste in der Compagnie Lubat mit Bernard Lubat und André Minvielle auf und verließ Reims, um in Paris Jazz zu singen. Folgerichtig gab sie das Geigenspiel auf und studierte als erste Sängerin überhaupt in einer Jazzklasse am Pariser Konservatorium. Später studierte sie auch an der Royal Academy of Music.
Ihre professionelle Karriere begann sie jedoch zunächst als Cellistin und Bassgitarristin. Sie doppelte das Cellospiel mit dem Gesang in Gruppen wie  Melc (gleichnamiges Album 2004) und dem Quartett von Vincent Courtois (What Do You Mean By Silence?). 2005 wurde sie von Toufic Farroukh als Sängerin für sein Album Tootya geholt. Gemeinsam mit Claudia Solal agierte sie als Hintergrundsängerin auf Léo Ferrés Poète, Vos Papiers! Zunächst als Jazzinterpretin sang sie bei Pierre de Bethmann (Oui, Cubique), John Greaves, Vincent Courtois (Live in Berlin) und Baptiste Trotignon (Song Song Song).
Bereits 2003 gründete sie gemeinsam mit dem Saxophonisten Vincent Lê Quang und dem Pianisten Bruno Ruder das Trio Yes Is a Pleasant Country, in dem der Gesang nach dem Vorbild des Duos von Jeanne Lee mit Ran Blake in das Ensemblespiel integriert ist. Auf ihrem Debütalbum (2011) interpretierten sie sowohl Kompositionen von Lê Quang als auch Gedichte von William Butler Yeats oder E. E. Cummings, Stücke von Mingus, Jazzstandards, Chansons von Serge Gainsbourg und Songs der Beatles.   2009 gründete sie das Post-Grunge-Trio Linnake mit Julien Desprez an der Gitarre und Sébastien Brun an der Perkussion.
2011 legte Added ihre Solo-EP #1 vor, gefolgt vom Album mit dem kollaborativen Trio Yes is a Pleasant Country. 2012/13 machte sie sich mit rund 40 Auftritten im Duo mit Marielle Chatain (von The Dø) einen Namen in der französischen Indie-Szene. Dann legte sie sich auf eine Solokarriere fest und veröffentlichte 2015 das Album Be Sensational mit einer subtilen Mischung aus Electro und hypnotischem Pop, das in Frankreich trotz englischer Texte sehr erfolgreich war. Auch die Single A War Is Coming (2015), in der Added das Gefühl vermittelte, im Krieg mit der ganzen Welt zu sein, aber vor allem mit sich selbst, chartete in Frankreich und der Wallonie. Produziert von dem Electro-Pop-Duo Maestro (Frédéric Soulard und Mark Kerr) folgte 2018 teilweise weit elektronischer das Album Radiate.

## Preise und Auszeichnungen
Das Trioalbum Yes Is a Pleasant Country wurde 2011 für den Preis Les Victoires du Jazz nominiert. Added wurde für die Kategorie Album-Entdeckung des Jahres der Victoires de la Musique für ihr Debütalbum Be Sensational nominiert. 2019 gewann sie den Preis als beste Künstlerin der Victoires de la Musique, und ihr Album Radiate wurde dort als das beste Rockalbum ausgezeichnet.

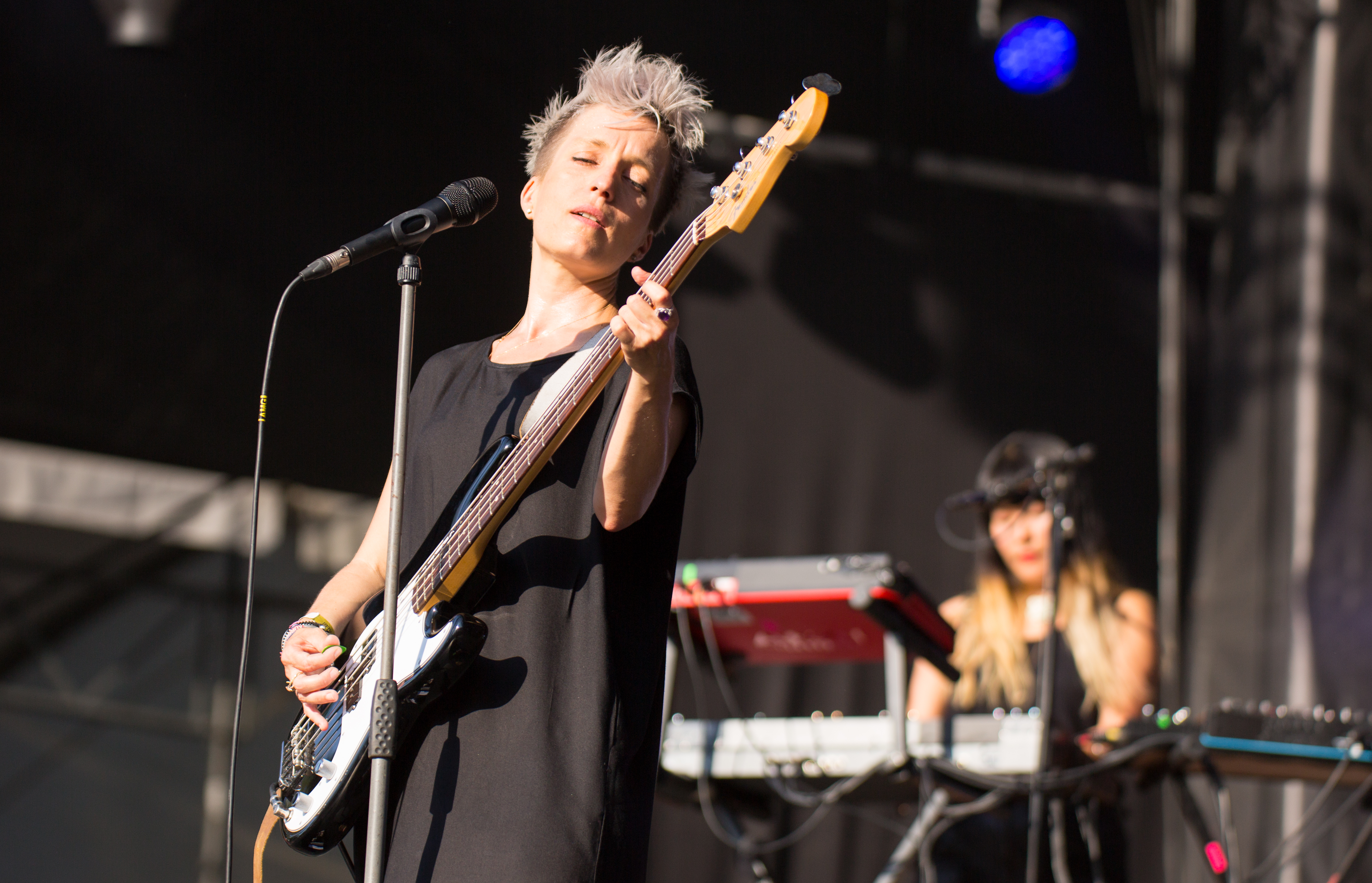
Jeanne Added (2016 an der Bassgitarre)

## Diskografie

### Alben
| Jahr | Titel Musiklabel     | Höchstplatzierung, Gesamtwochen, AuszeichnungChartplatzierungen (Jahr, Titel, Musiklabel, Platzierungen, Wochen, Auszeichnungen, Anmerkungen) | Höchstplatzierung, Gesamtwochen, AuszeichnungChartplatzierungen (Jahr, Titel, Musiklabel, Platzierungen, Wochen, Auszeichnungen, Anmerkungen) | Höchstplatzierung, Gesamtwochen, AuszeichnungChartplatzierungen (Jahr, Titel, Musiklabel, Platzierungen, Wochen, Auszeichnungen, Anmerkungen) | Anmerkungen                              |
| Jahr | Titel Musiklabel     | FR | BEW | CH | Anmerkungen                              |
| ---- | -------------------- | --- | --- | --- | ---------------------------------------- |
| 2015 | Be Sensational Naïve | FR35 (30 Wo.)FR | BEW87 (10 Wo.)BEW | — | Erstveröffentlichung: 1. Juni 2015       |
| 2018 | Radiate Naïve        | FR18 Gold · (45 Wo.)FR | BEW61 (17 Wo.)BEW | CH53 (1 Wo.)CH | Erstveröffentlichung: 14. September 2018 |
| 2020 | Air Naïve            | FR105 (3 Wo.)FR | — | — | Erstveröffentlichung: 10. Juli 2020      |
| 2022 | By Your Side         | FR39 (4 Wo.)FR | — | — | Erstveröffentlichung: 30. September 2022 |

Weitere Alben
- 2011: Yes Is a Pleasant Country (Sans Bruit)

### EPs
- 2011: EP#1 (Carton)
- 2015: EP (Naïve)
- 2019: Radiate (Alternative Takes) (Naïve)

### Singles
| Jahr | Titel Album                    | Höchstplatzierung, Gesamtwochen, AuszeichnungChartplatzierungen (Jahr, Titel, Album, Platzierungen, Wochen, Auszeichnungen, Anmerkungen) | Höchstplatzierung, Gesamtwochen, AuszeichnungChartplatzierungen (Jahr, Titel, Album, Platzierungen, Wochen, Auszeichnungen, Anmerkungen) | Höchstplatzierung, Gesamtwochen, AuszeichnungChartplatzierungen (Jahr, Titel, Album, Platzierungen, Wochen, Auszeichnungen, Anmerkungen) | Anmerkungen |
| Jahr | Titel Album                    | FR | BEW | CH | Anmerkungen |
| ---- | ------------------------------ | --- | --- | --- | ----------- |
| 2015 | A War Is Coming Be Sensational | FR163 (1 Wo.)FR | — | — |             |
| 2015 | Look at Them Be Sensational    | FR29 (3 Wo.)FR | — | — |             |

## Film
- Jeanne Added. Both Sides. Regie: Antoine Carlier. Arte, Frankreich, 2020